# SN 2012E
SN 2012E (PSN J02332279+0935056) – piąta supernowa odkryta w 2012. Supernowa typu Ia została odkryta 14 stycznia w galaktyce NGC 975, leżącej w gwiazdozbiorze Wieloryba. W momencie odkrycia jej wielkość gwiazdowa wynosiła 16,5m, jej odkrywcami byli L. Cox, Jack Newton i Tim Puckett. Było to 254 odkrycie w ramach amatorskiego programu poszukiwania supernowych Puckett Observatory World Supernova Search.